# Agustín Peniche
Agustín Peniche Álvarez (* 14. März 1941), nach seiner Herkunft von der Halbinsel Yucatán auch unter dem Spitznamen Yuca bekannt, ist ein ehemaliger mexikanischer Fußballspieler auf der Position eines Stürmers (Linksaußen).

## Laufbahn
Peniche stand während seiner gesamten Profikarriere von 1960 bis 1968 beim Club Necaxa unter Vertrag, mit dem er in der Saison 1965/66 den mexikanischen Pokalwettbewerb und anschließend auch den Supercup gewann.
Seinen einzigen Länderspieleinsatz für die mexikanische Fußballnationalmannschaft bestritt „Yuca“ Peniche in einem am 29. Oktober 1961 ausgetragenen WM-Qualifikationsspiel gegen Paraguay, das 1:0 gewonnen wurde.
Peniche war erst der zweite Fußballspieler aus Yucatán (nach Carlos Iturralde), der 1960 sein Debüt in der mexikanischen Primera División und 1961 in der Nationalmannschaft gab.

## Erfolge
- Mexikanischer Pokalsieger: 1966
- Mexikanischer Supercup: 1966